# 柴田敬
柴田敬（1902年9月2日—1986年5月22日）是一位日本经济学家。

## 生平
1902年出生于日本福冈县福冈市。毕业于山口大学经济学部，追随恩师作田庄一进入京都大学经济学部。后参加河上肇组织的研讨会。毕业后留校任教。之后赴美留学，进入哈佛大学，根据伊东光晴回忆在约瑟夫·熊彼特研讨会上柴田敬得到高度表扬。返回日本后担任京都大学教授，门下弟子有杉原四郎等。公职追放后担任山口大学教授、经济学部长和青山学院大学教授、经济学部长。
1986年5月22日逝世，享年84岁。